# Batocnema africanus
Batocnema africanus là một loài bướm đêm thuộc họ Sphingidae. Nó được tìm thấy ở rừng gỗ mở và savanna từ đông bắc Nam Phi đến Zimbabwe, Tanzania và bờ biển Kenya.
Chiều dài cánh trước là 30–33 mm đối với con đực và khoảng 35 mm đối với con cái. 